# C1orf122
C1orf122 (англ. Chromosome 1 open reading frame 122) – білок, який кодується однойменним геном, розташованим у людей на 1-й хромосомі. Довжина поліпептидного ланцюга білка становить 110 амінокислот, а молекулярна маса — 11 471.
| 10         |  | 20         |  | 30         |  | 40         |  | 50         |
| ---------- |  | ---------- |  | ---------- |  | ---------- |  | ---------- |
| MEWGPGSDWS |  | RGEAAGVDRG |  | KAGLGLGGRP |  | PPQPPREERA |  | QQLLDAVEQR |
| QRQLLDTIAA |  | CEEMLRQLGR |  | RRPEPAGGGN |  | VSAKPGAPPQ |  | PAVSARGGFP |
| KDAGDGAAEP |  |            |  |            |  |            |  |            |

A: Аланін

C: Цистеїн

D: Аспарагінова кислота

E: Глутамінова кислота

F: Фенілаланін

G: Гліцин

I: Ізолейцин

K: Лізин

L: Лейцин

M: Метіонін

N: Аспарагін

P: Пролін

Q: Глутамін

R: Аргінін

S: Серин

T: Треонін

V: Валін

Задіяний у такому біологічному процесі, як альтернативний сплайсинг. 